# Jan Aronsson
Karl Gustaf Jan Aronsson, född 28 november 1931 i Degerfors, död 4 januari 2016 i Emmaboda, var en svensk fotbollsspelare som spelade för Degerfors IF på 1950- och 1960-talet. Aronsson spelade landskamper i A-,B- och J-landslagen.
Jan Aronsson var bror till Leif Aronsson.